# Billaea cerambycivora
Billaea cerambycivora är en tvåvingeart som beskrevs av Guimaraes 1977. Billaea cerambycivora ingår i släktet Billaea och familjen parasitflugor. Inga underarter finns listade i Catalogue of Life.